# Robert Bilott

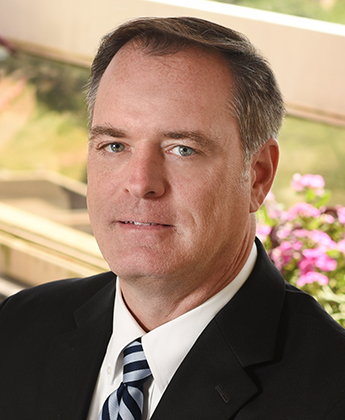
Robert Bilott, 2016

Robert Bilott (* 2. August 1965 in Albany, New York) ist ein US-amerikanischer Umweltjurist und früherer Unternehmensanwalt. Für seine Recherche und Prozessführung bezüglich eines Umweltskandals des Chemiekonzerns DuPont wurde ihm 2017 der Right Livelihood Award verliehen.

## Ausbildung
Bilott zog als Sohn eines Berufssoldaten aufgrund der üblichen Versetzungen in seiner Kindheit achtmal um, studierte dann Politikwissenschaft sowie Jura und schloss sein Studium 1990 an der Ohio State University als Juris Doctor ab.

## DuPont-Skandal
Bilott deckte auf, dass das Chemieunternehmen DuPont in Parkersburg, West Virginia, Perfluoroctansäure (PFOA) in den Ohio River leitete sowie PFOA-haltige Schlämme in einer nicht abgedichteten Deponie entsorgte, und erhielt den Ehrenpreis der Right Livelihood Award 2017, der am 1. Dezember in Stockholm verliehen wurde.
In den frühen 1980er-Jahren erwarb das Unternehmen 66 Acres (etwa 27 Hektar) Land von einem Landwirt in Parkersburg, um es für die Deponierung seiner Produktionsabfälle zu verwenden. 1998 erhielt Bilott einen Anruf von Wilbur Tennant, einem Viehzüchter in Parkersburg. Er behauptete, dass viele seiner Rinder Anzeichen einer schweren Krankheit zeigten und vermutete, dass dies an der Müllhalde liegen könnte. Bilott verpflichtete sich, die Angelegenheit zu untersuchen, obwohl er zuvor für DuPont gearbeitet hatte.
Bilott konnte nachweisen lassen, dass das Trinkwasser in der Gegend mit Perfluoroctansäure kontaminiert war, was zu schweren Erkrankungen bei Menschen und Tieren, auch Krebserkrankungen führte. Er sorgte dafür, dass sich die 70 000 Einwohner über sieben Jahre einer toxikologischen Studie unterzogen. Wilbur Tennant, der den Alarm auslöste, erkrankte an Krebs und starb 2009 an einem Herzinfarkt. Zwei Jahre später starb seine Frau an Krebs. Bis 2021 erstritt Bilott Zahlungen in Höhe von über 753 Millionen US-Dollar von DuPont an die Betroffenen.

## Verfilmungen
- Im Januar 2018 hatte der 95-minütige Dokumentarfilm The Devil We Know – Das unsichtbare Gift Premiere.
- Der 2019 veröffentlichte Spielfilm Vergiftete Wahrheit von Todd Haynes ist eine Verfilmung der juristischen Auseinandersetzung mit DuPont. Bilott wird von Mark Ruffalo gespielt.